# Naches River
Der Naches River ist ein Nebenfluss des Yakima River in den Countys Yakima und Kittitas im zentralen Teil des US-Bundesstaates Washington. Beginnend als Little Naches River ist er etwa 121 km lang. Nach dem Zusammenfluss des Little Naches mit dem Bumping River wird er zum eigentlichen Naches River. Der Naches River und seine Zuflüsse entwässern einen Teil der Ostseite der Kaskadenkette östlich des Mount Rainier und nordöstlich des Mount Adams. Bezüglich des Abflusses ist der Naches River der größte Nebenfluss des Yakima River.
In den oberen Bereichen liegt das Einzugsgebiet des Naches River in zerklüfteten Gebirgslandschaften und Wildnisgebieten. Der untere Naches River und sein Nebenfluss, der Tieton River, fließen durch Täler mit Kleinstädten und bewässerten Obstplantagen nordwestlich von Yakima, wo sich der Naches mit dem Yakima River vereinigt. Historisch gesehen diente der Fluss als bedeutender Transportweg zwischen der Ost- und der Westseite der Kaskaden; dabei kamen sowohl Indianer als auch weiße Siedler über den Naches Pass.
Der Name des Flusses setzt sich aus den indianischen Worten „naugh“ (rau oder turbulent) und „chez“ (Wasser) zusammen.

## Verlauf
Der Little Naches River startet mit mehreren Quellen nahe dem Naches Pass und den Grenzen der Countys Yakima, Kittitas, Pierce und King. Die Grenze zwischen den Countys Yakima und Kittitas folgt dem oberen Little Naches und dem Naches River, doch befindet sich der Hauptteil des Einzugsgebietes im Yakima County. Die Countys Pierce und King sind durch die Wasserscheide zwischen dem Puget Sound und dem Columbia River verbunden. Die Zuflüsse des Naches River reichen also bis hoch an die, aber nicht über die Grenze zu den Countys Pierce und King.
Der Little Naches River beginnt als Zusammenfluss des North Fork und Middle Fork Little Naches River. Nachdem er etwa 32 km nach Südosten geflossen ist, bildet der Little Naches River mit dem Bumping River den eigentlichen Naches River. Das Einzugsgebiet des Little Naches River umfasst auch den östlichen Teil der Norse Peak Wilderness, nordöstlich des Mount Rainier gelegen.
Der Bumping River beginnt an seiner Quelle nahe der südöstlichen Grenze zwischen dem Mount Rainier National Park und dem Lewis County. Der Fluss fließt nordöstlich in den Bumping Lake, einem durch einen Damm erweiterten natürlichen See. Unterhalb des Damms fließt der Bumping River nordostwärts zu seiner Mündung in den Little Naches River. Gerade vor seiner Mündung nimmt der Bumping River seinen Hauptzufluss, den American River, auf.
Der American River hat mehrere Quellflüsse nahe dem Chinook Pass an der östlichen Grenze des Mount Rainier National Park. Über den Großteil seines Laufs wird der American River von der Washington State Route 410 begleitet, die die Kaskaden am Chinook Pass queren.
Unterhalb des Zusammenflusses von Little Naches und Bumping River fließt der Naches River südostwärts durch das Nile Valley, wo ihm der Nile Creek und der Rattlesnake Creek zufließen. Danach erreicht der Fluss das Naches Valley, wo er seinen größten Zufluss, den Tieton River, aufnimmt. Im Naches Valley liegen die Kleinstädte Naches und Tieton. Das Tal ist voller Obstplantagen, wo hauptsächlich Äpfel wachsen. Die Bewässerung wird über Kanäle vom Tieton und vom Naches River sichergestellt.
Der Tieton River entspringt am Rimrock Lake, einem Stausee, welcher wiederum durch mehrere Flüsse  gespeist wird, die Teile der Goat Rocks Wilderness entwässern. Die William O. Douglas Wilderness ist gleichfalls Teil des Naches River Basin.
Unterhalb des Zuflusses des Tieton River nimmt der Naches River den Cowiche Creek auf, dann fließt er ostwärts entlang der Nordseite der Stadt Yakima und mündet dort in den Yakima River.
Im Mittel wurden in Naches 113 m³/s als Abfluss gemessen.

## Tourismus
Ein Großteil des Naches River Basin besteht aus National Forests und Wildnisgebieten; dazu gehören Teile des Wenatchee National Forest, des Mount Baker-Snoqualmie National Forest und des Gifford Pinchot National Forest sowie Teile der Norse Peak Wilderness, der William O. Douglas Wilderness und der Goat Rocks Wilderness.
Der Pacific Crest Trail folgt ungefähr der hochgelegenen Wasserscheide der Kaskaden und verläuft entlang vieler Quellflüsse im Naches River Basin.
Das White Pass Ski Area liegt nahe dem White Pass und den Quellflüssen des Tieton River.